# Hammersmith Bridge
Hammersmith Bridge är en hängbro över Themsen i västra London. Bron stod färdig 1887 och binder samman stadsdelarna Hammersmith och Fulham i norr med stadsdelarna Richmond-upon-Thames i söder. Den nuvarande bron är den andra på samma plats.

## Den ursprungliga bron
Sommaren 1824 bestämdes det att Hammersmith Bridge skulle byggas. Detta skulle bli den första hängbron över Themsen. Ingenjören William Tierney Clark fick jobbet att rita och bygga bron, som skulle bli avgiftsbelagd. Byggnadsarbetet startade 1825. Clarks förslag till bron innebar bland annat att det endast var nödvändigt att bygga två bropelare i själva floden. Brospannet mellan de två bropelarna var 688 fot. Hammersmith Bridge var således den längsta hängbron i världen vid denna tidpunkt. 
Hammersmith Bridge öppnades den 6 oktober 1827. Den nya bron lockade folk från hela London och fick bra mottagande i pressen. Men bron var opraktisk. Under de valv som bildats av bropelarna var bredden bara 14 meter, vilket skulle tillgodose både fordon och fotgängare. Bron var också så låg att det orsakade problem för ångbåtar som skulle passera under den. 1880 togs avgiften för att passera bron bort. Vid den här tiden orsakade ökad trafik oro över bron. Tidigare undersökningar hade visat att bron var säker, men 1882 föranledde en olycka ytterligare undersökningar. Ingenjör Joseph Bazalgette föreslog att en ny bro skulle byggas på de befintliga bropelarna. I augusti 1883 beslutades att genomföra de ändringar som Bazalgette föreslog.

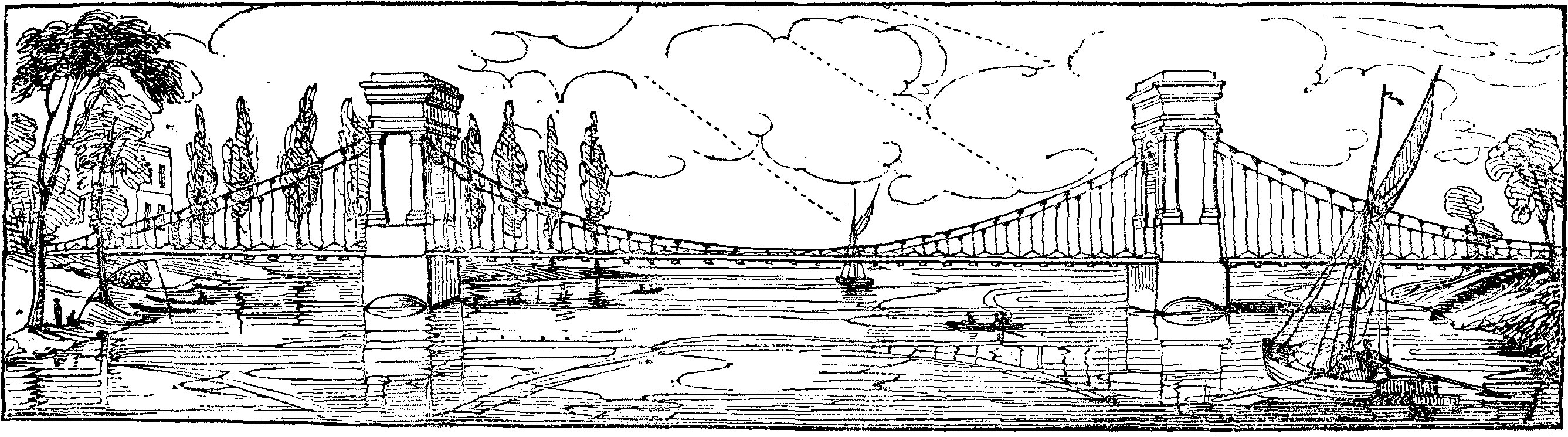
Teckning av den ursprungliga bron.

## Den nuvarande bron
Joseph Bazalgette valdes inte helt överraskande för att utforma den nya bron. Den nya bron byggdes också som en hängbro, men hade ett mer sofistikerat utseende än sin föregångare. Det fanns också skillnader i användningen av material. Stödkablarna var gjorda av stål denna gång, till skillnad från gjutjärn i den gamla bron. Tornen byggdes nu med en stålram klädd med dekorativt gjutjärn, till skillnad från sten som användes för tornen i den gamla bron. Tornens sidor byggdes även de av stål istället för sten, detta för att spara plats. Tornen tog mindre utrymme och brons bredd ökade från 14 till 21 fot. Dessutom fanns utrymme för gångbanor på båda sidor av körfälten. I början av bron fanns det inte längre något behov av tullbodar, så Bazalgette byggde dekorativa broar som styr stödkablarna under marken så att de kan förankras. Byggnaden var klar på mindre än tre år och kostnaden var 82 177 pund. Den nya Hammersmith Bridge öppnades den 18 juni 1887.

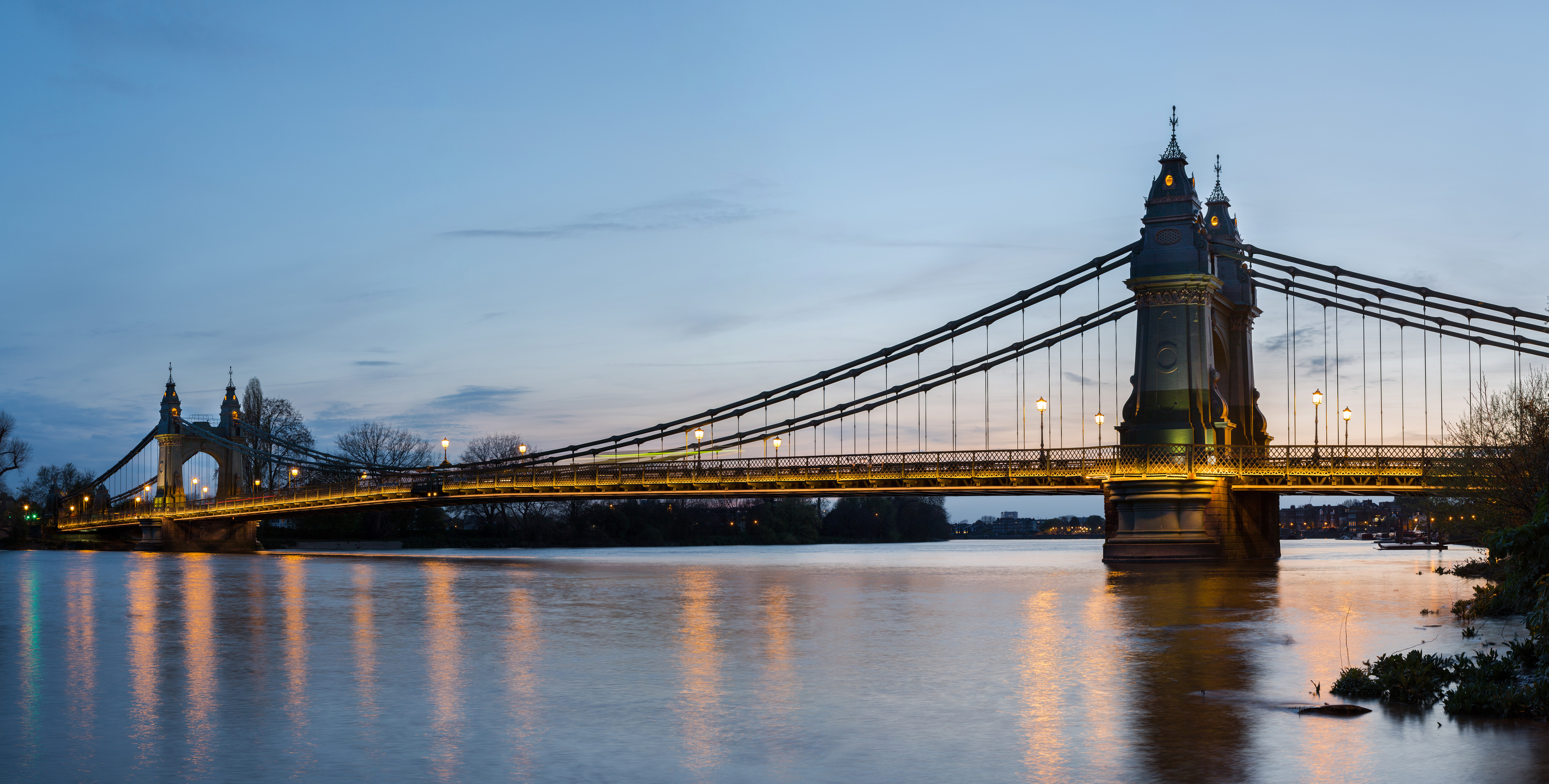
Dagens Hammersmith Bridge.

Bron ägdes ursprungligen av Metropolitan Board of Works (etablerat 1855), men 1889 tog London County Council (LCC) över ansvaret för bron. 1964 avvecklades LCC och Greater London Council (GLC) tog över ansvaret för bron. 1986 avvecklades även GLC, och stadsdelen Hammersmith och Fulham tog över ansvaret för bron, något som de har än idag.
Hammersmith Bridge blev kulturminnesmärkt 1970. English Heritage betonade att brons arkitektoniska kvalitet är utmärkt. Detta gäller brons form, inklusive de två monumentaltornen, samt dekorationen, inklusive färgval och heraldik. Bron ansågs vara en av de mest karakteristiska broarna över Themsen. Bron som byggdes på befintliga bropelare är också intressant på grund av användningen av material. English Heritage betonade också brons koppling till den framstående viktorianska ingenjören Joseph Bazalgette.
Dagens bro är väldigt populär, men eftersom den är byggd på de ursprungliga bropelarna är den för smal för modern trafik. Bron har förstärkts flera gånger. 1973 byttes trädäcket under asfalten ut och delar av järnstrukturen ersattes eller reparerades. De ursprungliga lamporna ersattes också med kopior av glasfiber. Bron stängdes 1997, då flera reparationsarbeten gjordes. Arbetet slutfördes två år senare. Samtidigt infördes viktbegränsningar på bron. Bron har också blivit utsatt tre gånger för attacker av IRA, 1939, 1996 och 2000.